# Eugenia yunckeri
Eugenia yunckeri är en myrtenväxtart som beskrevs av Paul Carpenter Standley. Eugenia yunckeri ingår i släktet Eugenia och familjen myrtenväxter.
Artens utbredningsområde är Honduras. Inga underarter finns listade i Catalogue of Life.